# Stifftieae
Stifftieae ist die einzige Tribus der Unterfamilie Stifftioideae innerhalb der Pflanzenfamilie der Korbblütler (Asteraceae). Die Verbreitung der etwa zehn Gattungen mit 40 bis 43 Arten ist rein neuweltlich: Nur auf dem südamerikanischen Festland in den Anden und im nordöstlichen Südamerika (Guayana-Schild). Der Gattungsname Stifftia ehrt den österreichischen Arzt Andreas Joseph Freiherr von Stifft (1760–1836).

## Beschreibung

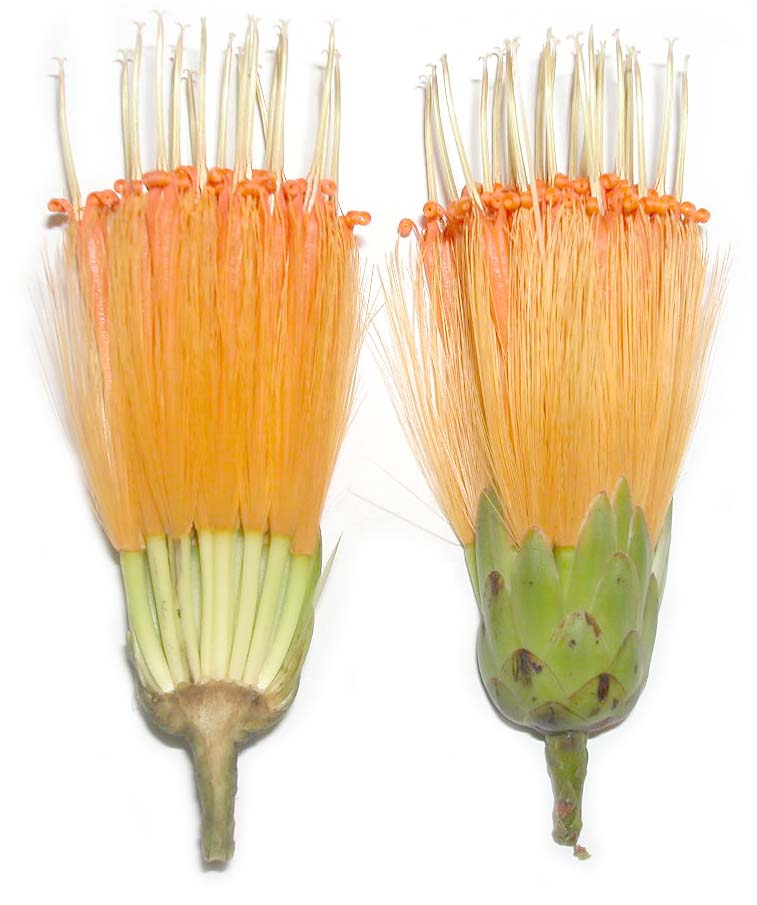
Details eines aufgeschnittenen Blütenkorbes von Stifftia chrysantha

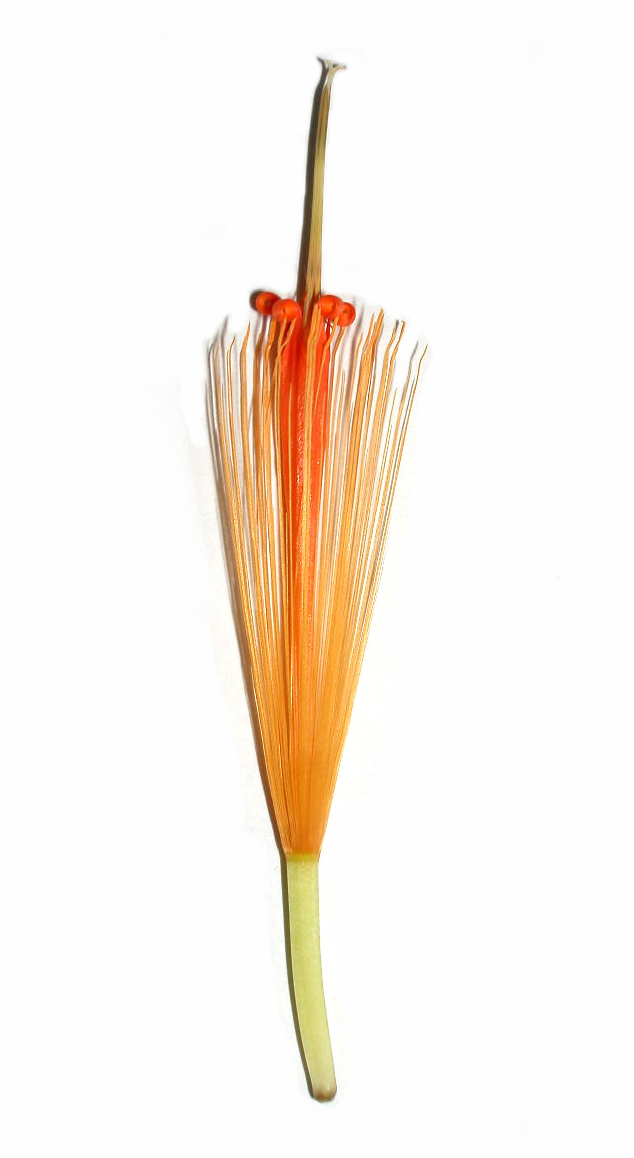
Details einer Blüte von Stifftia chrysantha mit eingerollten Kronlappen

### Erscheinungsbild und Blätter
Es sind verholzende Pflanzen: Sträucher bis kleine Bäume oder Lianen.
Die meist wechselständig und spiralig, selten gegenständig angeordneten Laubblätter sind in Blattstiel und Blattspreite gegliedert. Die einfache Blattspreite unbehaart bis flaumig behaart. Der Blattrand ist glatt.

### Blütenstände, Blüten und Früchte
Die körbchenförmigen Blütenstände stehen meist end-, selten achselständig, einzeln oder zu vielen in mehr oder weniger großen zymösen Gesamtblütenständen zusammen. Es sind drei bis einige Reihen von Hüllblättern vorhanden, die das Blütenkörbchen zylindrisch bis halbkugelig umhüllen. Spreublätter fehlen. Meist sind in den Blütenkörbchen nur ein Typ Blüten vorhanden, selten gibt es sowohl Zungenblüten als auch Röhrenblüten.
Bei der Unterfamilie der Stifftioideae sind alle Blüten zwittrig. Die fünf Kronblätter sind verwachsen. Die Blütenkronen sind zungenförmig, zweilippig oder radiärsymmetrisch. Manchmal sind Kronlappen stark eingerollt. Die Farben der Kronblätter reichen von weiß, von gelb bis orangefarben und von rot über rosa- bis purpurfarben. Die fünf Staubblätter sind geschwänzt oder gespornt. Die Staubbeutel besitzen Anhängsel. Die glatten Griffel besitzen zwei Narbenäste, die meist glatt oder selten papillös sind.
Die zylindrischen, kahlen Achänen besitzen zehn Rippen und einen Pappus aus vielen Pappusborsten, die manchmal fast federartig sein können. Der Pappus ist meist weiß oder strohfarben, selten leuchtend gefärbt: gelblich-orange- oder rosafarben.

## Systematik und Verbreitung
Die Unterfamilien Stifftioideae (D.Don) Panero und Wunderlichioideae Panero & V.A.Funk sind 2007 von Jose L. Panero &  Vicki A. Funk neu aufgestellt worden. Die Tribus Stifftieae ist schon 1830 von David Don, in Transactions of the Linnean Society of London, 16, S. 291, veröffentlicht worden. Typusgattung ist Stifftia J.C.Mikan. Ihre Gattungen wurden aus der Unterfamilie Mutisioideae ausgegliedert. Dadurch werden monophyletische Gruppen innerhalb der Familie der Asteraceae in der Verwandtschaft der Mutisioideae erreicht. Dazu dienten molekulargenetische Studien an der Chloroplasten-DNA.

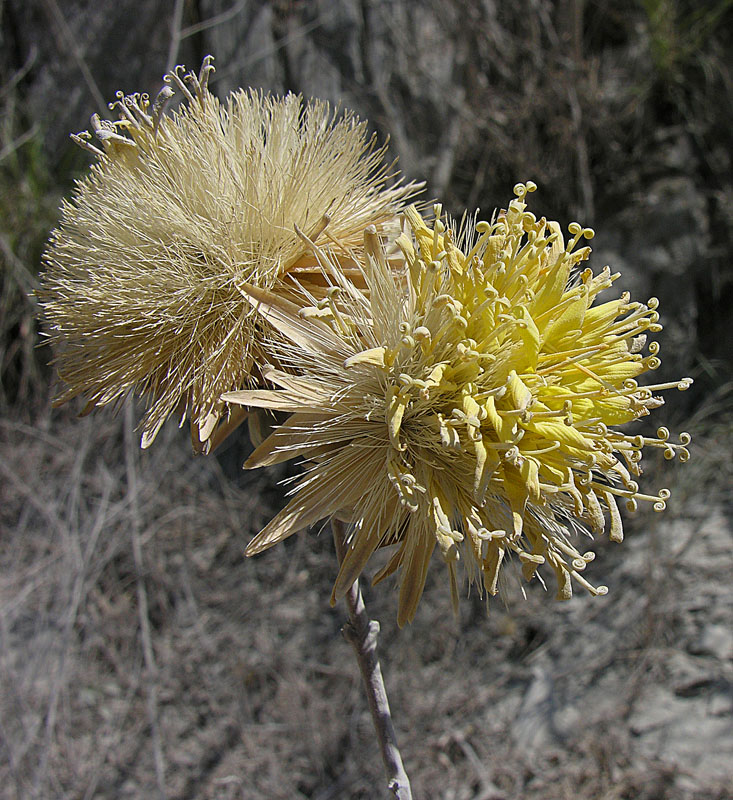
Blütenkörbe von Dinoseris salicifolia

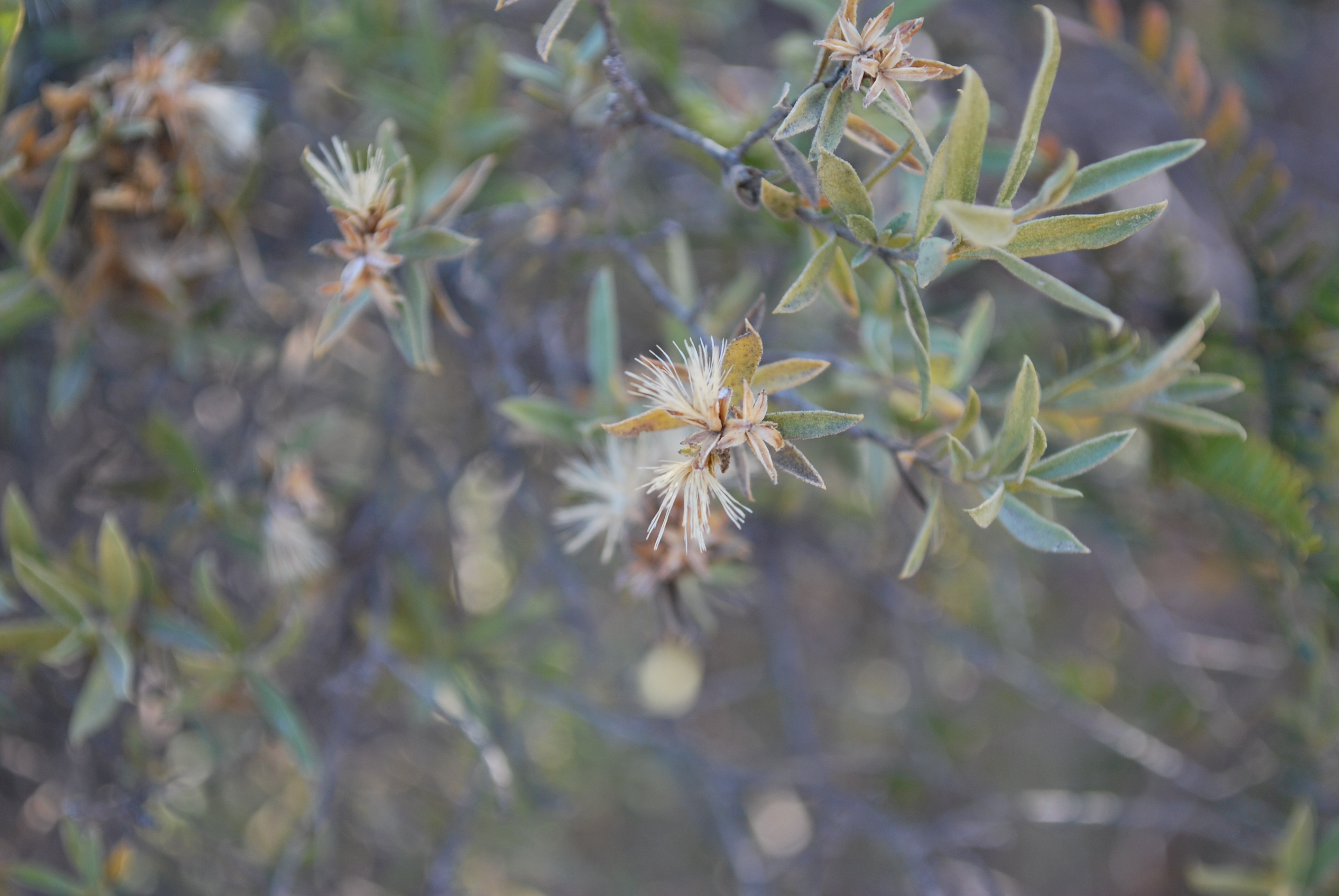
Hyaloseris cinerea

Sie ist nur auf dem südamerikanischen Festland in den Anden und im nordöstlichen Südamerika (Guayana-Schild) verbreitet.
Die Unterfamilie der Stifftioideae besteht aus nur einer Tribus mit zehn Gattungen und etwa 40 bis 43 Arten:
- Tribus Stifftieae D.Don:
  - Achnopogon Maguire, Steyermark & Wurdack: Die nur zwei Arten sind auf dem Guayana-Schild beheimatet.
  - Dinoseris Griseb.: Sie enthält nur eine Art:
    - Dinoseris salicifolia Griseb.: Sie kommt in Argentinien und Bolivien vor.[3]

  - Duidaea S.F.Blake: Die etwa vier Arten kommen in Venezuela vor.
  - Eurydochus Maguire & Wurdack: Die nur zwei Arten kommen in Venezuela vor.
  - Glossarion Maguire: Die nur zwei Arten sind auf dem Guayana-Schild beheimatet.
  - Gongylolepis R.H.Schomb.: Die etwa 14 Arten kommen in Kolumbien, Brasilien, aber hauptsächlich auf dem Guayana-Schild vor.
  - Hyaloseris Griseb.: Die bis zu sieben Arten kommen in Argentinien und Bolivien.
  - Neblinaea Maguire & Wurdack: Sie enthält nur eine Art:
    - Neblinaea promontoriorum Maguire & Wurdack: Auf dem Guayana-Schild und dem angrenzenden Brasilien.

  - Quelchia N.E.Br.: Die etwa vier Arten kommt nur auf dem Guayana-Schild nur im südlichen Venezuela vor.
  - Stifftia J.C.Mikan: Die etwa acht Arten sind auf dem Guayana-Schild beheimatet.